# San Giuseppe col Bambino (Reni San Pietroburgo)
San Giuseppe col Bambino, noto anche con San Giuseppe con Gesù Bambino in braccio, è un dipinto del pittore bolognese Guido Reni realizzato nel 1635 e conservato nel Museo statale Ermitage a San Pietroburgo in Russia.